# Sebastian Forke
Sebastian Forke (Wachau, 13 maart 1987) is een Duits voormalig wielrenner.
In 2010 won hij met veel overmacht de Ronde van Mazovië; hij schreef, met uitzondering van de proloog, alle etappes op zijn naam.

## Belangrijkste overwinningen
2007
- 1e etappe Ronde van Brandenburg

2010
- 1e etappe Ronde van Mazovië
- 2e etappe Ronde van Mazovië
- 3e etappe Ronde van Mazovië
- 4e etappe Ronde van Mazovië
- Eindklassement Ronde van Mazovië

2013
- 4e etappe Koers van de Olympische Solidariteit
- Ronde van Midden-Nederland

Domínguez · Fiedler · Forberger · Forke · Fothen · Fuchs · Heinze · Hooghiemster · Mayer · Menville · Obst · Radochla · Schädlich · Schäfer · Schmeiser · Thömel
Baldauf · Bonnin · Fiedler · Forberger · Forke · Fothen · Fuchs · Hooghiemster · Menville · Schäfer · Schmeiser · Schweizer · Thömel